# 亚历杭德罗·布兰科
亚历杭德罗·布兰科·布拉沃（西班牙語：Alejandro Blanco Bravo，1950年10月9日—）是西班牙男子柔道运动员，2005年起担任西班牙奧林匹克委員會主席。
2011年9月8日宣布担任馬德里申辦2020年夏季奧運會計劃主席。